# Марянув (Люблінське воєводство)
Марянув (пол. Marianów) — село в Польщі, у гміні Войцешкув Луківського повіту Люблінського воєводства.
Населення — 169 осіб (2011).
У 1975-1998 роках село належало до Седлецького воєводства.

## Демографія
Демографічна структура станом на 31 березня 2011 року:
|          | Загалом | Допрацездатний вік | Працездатний вік | Постпрацездатний вік |
| -------- | ------- | ------------------ | ---------------- | -------------------- |
| Чоловіки | 86      | 11                 | 54               | 21                   |
| Жінки    | 83      | 20                 | 37               | 26                   |
| Разом    | 169     | 31                 | 91               | 47                   |